# الذروة المناخية للإيوسيني المبكر
الذروة المناخية للإيوسين المبكر (بالإنجليزية: Early Eocene Climatic Optimum) (EECO)، ويُشار إليها أيضًا باسم الحد الأقصى الحراري للإيوسيني المبكر (بالإنجليزية: Early Eocene Thermal Maximum) (EETM)،< هي فترة من الظروف المناخية الدفيئة الشديدة خلال فترة الإيوسيني. وقد مثّلت هذه الفترة أشد فترات الاحترار المستدام خلال حقبة الحياة الحديثة، وواحدة من أشد الفترات حرارة في تاريخ الأرض كله.